# Nutricionista
O nutricionista é um profissional de saúde que desenvolve ações no âmbito da atenção dietética e/ou segurança alimentar, destinadas tanto a um indivíduo como a um grupo populacional.

## Brasil
Para ser capacitado, o profissional deve ter graduação no curso de Nutrição em instituições de ensino superior autorizadas pelo MEC; assim como estar regularmente inscrito no Conselho Regional de Nutricionistas (CRN) da sua respectiva jurisdição.

### História
Em 24 de outubro de 1939, durante o Estado Novo (Decreto nº 10.617 do Interventor Federal Dr Adhemar Pereira de Barros), foi criado o curso de formação de nutricionistas o qual exigia para seu vestibular prioritariamente os formados no curso de educador sanitário do Instituto de Higiene de São Paulo, formados em curso de farmácia, e os formados no Instituto Profissional Feminino do Estado de São Paulo, nos cursos de auxiliar de alimentação e educação doméstica. Este primeiro curso de nutricionistas é o embrião de todos os cursos que existem atualmente no Brasil.
O curso tinha duração de um ano em tempo integral, sendo ministrado no Instituto de Higiene, fundado em 1918, atual Faculdade de Saúde Pública da Universidade de São Paulo.
O reconhecimento da profissão como de nível superior ocorreu em 1962 pelo então Conselho Federal de Educação (CFE), órgão do Ministério da Educação, estabelecendo também o primeiro currículo mínimo e fixação da duração de três anos para a formação de nutricionista no país.

### Faculdades
Nos últimos 20 anos houve um salto na quantidade de instituições de ensino superior autorizadas pelo MEC. Em 1996 havia 44 instituições, em 2008 já eram 167 instituições.
Em 2017 eram 339 instituições, sendo 63 públicas e 276 particulares.

### Regulação
A profissão foi regulamentada pela primeira vez com a Lei nº 5.276, de 4 de abril de 1967, que dispõe sobre a profissão de nutricionista e dá outras providências. Esta lei foi revogada pela Lei nº 8.234, de 17 de setembro de 1991, ampliando as atividades privativas dos nutricionistas e áreas de atuação.
A Lei nº 6.583, de 20 de outubro de 1978 e o Decreto nº 84.444 de 30 de janeiro de 1980, criou os Conselhos Federal e Regionais de Nutricionistas, regulamentando seu funcionamento.
A Resolução nº 445, de 27 de abril de 2009, do Conselho Federal de Nutricionistas, dispõe sobre o exercício profissional por estrangeiros portadores de diploma de graduação em Nutrição.
O Conselho Federal de Nutricionistas publicou a Resolução nº 596, de 22 de outubro de 2017, que em seu 9º artigo, diz que o exercício das atividades privativas de nutricionista por pessoa física sem habilitação legal é considerado infração penal. Junto a isso, foram intensificadas as campanhas para informar a população, que somente o nutricionista habilitado pode fornecer tal assessoramento.

### Histórico da profissão
- 1939 - Criação do primeiro curso de Nutrição, na Universidade de São Paulo.
- 1949 - Criação da Associação Brasileira de Nutricionistas (ABN). Esta entidade deu origem à Associação Brasileira de Nutrição (ASBRAN).[10]
- 1950/1975 - Ampliação do número de cursos de nutrição; regulamentação da profissão.
- 1980 - Criação do Conselho Federal de Nutricionistas (CFN)[11] e dos Conselhos Regionais de Nutricionistas (CRN).
- 1991 - Regulamentação da profissão e definição das atividades privativas através da Lei nº 8.234, de 17 de setembro de 1991.[5]
- 2005 - Resolução CFN nº 380,[11] estabelece as áreas de atuação do nutricionista.

### Atuação
(segundo a Lei nº 8.234, de 17 de setembro de 1991)
- Direção, coordenação e supervisão de cursos de graduação em nutrição;
- Planejamento, organização, direção, supervisão e avaliação de serviços de alimentação e nutrição;
- Planejamento, coordenação, supervisão e avaliação de estudos dietéticos;
- Ensino das matérias profissionais dos cursos de graduação em nutrição;
- Ensino das disciplinas de nutrição e alimentação nos cursos de graduação da área de saúde e outras afins;
- Auditoria, consultoria e assessoria em nutrição e dietética;
- Assistência e educação nutricional e coletividades ou indivíduos, sadios ou enfermos, em instituições públicas e privadas e em consultório de nutrição e dietética;
- Assistência dietoterápica hospitalar, ambulatorial e a nível de consultórios de nutrição e dietética, prescrevendo, planejando, analisando, supervisionando e avaliando dietas para enfermos.
- Elaboração de informes técnico-científicos;
- Gerenciamento de projetos de desenvolvimento de produtos alimentícios;
- Assistência e treinamento especializado em alimentação e nutrição;
- Controle de qualidade de gêneros e produtos alimentícios;
- Atuação em marketing na área de alimentação e nutrição;
- Estudos e trabalhos experimentais em alimentação e nutrição;
- Prescrição de suplementos nutricionais, necessários à complementação da dieta;
- Solicitação de exames laboratoriais necessários ao acompanhamento dietoterápico;
- Participação em inspeções sanitárias relativas a alimentos;
- Análises relativas ao processamento de produtos alimentícios industrializados;
- Participação em projetos de equipamentos e utensílios na área de alimentação e nutrição.

#### Áreas
- Alimentação Coletiva - atividades de alimentação e nutrição realizadas nas Unidades de Alimentação e Nutrição (UAN), como tal entendidas as empresas fornecedoras de serviços de alimentação coletiva, serviços de alimentação auto-gestão, restaurantes comerciais e similares, hotelaria marítima, serviços de buffet e de alimentos congelados, comissarias e cozinhas dos estabelecimentos assistenciais de saúde; atividades próprias da Alimentação Escolar e da Alimentação do Trabalhador;[11]
- Nutrição Clínica - atividades de alimentação e nutrição realizadas nos hospitais e clínicas, nas instituições de longa permanência para idosos, nos ambulatórios e consultórios, nos bancos de leite humano, nos lactários, nas centrais de terapia nutricional, nos Spa e quando em atendimento domiciliar;[11]
- Saúde Coletiva – atividades de alimentação e nutrição realizadas em políticas e programas institucionais, de atenção básica e de vigilância sanitária;[11]
- Docência - atividades de ensino, extensão, pesquisa e coordenação relacionadas à alimentação e à nutrição;[11]
- Indústria de Alimentos - atividades de desenvolvimento e produção de produtos relacionados à alimentação e à nutrição;[11]
- Nutrição em Esportes - atividades relacionadas à alimentação e à nutrição em academias, clubes esportivos e similares;[11]
- Marketing na área de Alimentação e Nutrição - atividades de marketing e publicidade científica relacionadas à alimentação e à nutrição.[11]

## Portugal

### Definição
O Nutricionista é o profissional de saúde que desenvolve funções de estudo, orientação e vigilância da alimentação e nutrição, quanto à sua adequação, qualidade e segurança, em indivíduos ou grupos, na comunidade ou em instituições, incluindo a avaliação do estado nutricional, tendo por objectivo a promoção da saúde e do bem-estar e a prevenção e tratamento da doença, de acordo com as respectivas regras científicas e técnicas.

### História

#### Licenciatura
Em Portugal a profissão de nutricionista tem sido uma constante evolução.
Inicialmente foi criado pela Universidade do Porto (UP) no ano lectivo de 1975/76 derivado a uma necessidade de formar profissionais de saúde conjuntamente com o facto de, no momento existir um excesso de alunos a frequentar a Faculdade de Medicina da UP, associada a esta formação resultou um bacharelato em Nutricionismo, de tal facto surgiram os primeiros nutricionistas de Portugal e inclusive da Península Ibérica. A licenciatura em Ciências da Nutrição surgiu em 1983, após restruturação do Bacharelato. Apenas em 1987 foi possível obter o grau de licenciatura em Ciências da Nutrição, começando, aqui a formação a decorrer em 5 anos. Em 1988 estavam formados os primeiros licenciados em Ciências da Nutrição.
A formação da faculdade também foi um facto importante para a profissão, então em 1992 foi aprovada a criação do Instituto Superior de Ciências da Nutrição e Alimentação da UP, que em 1999 altera a sua ldade de Ciências da Nutrição e Alimentação da UP, que até hoje (2012) está no activo continuando a formar nutricionistas e até à data é a única Instituição pública detentora da capacidade de formar nutricionistas, contudo entraram também na corrida a esta formação Instituições Privadas. Em 2005 o Instituto Superior de Ciências da Saúde Egas Moniz que após várias reformas passou a leccionar o curso designado de Ciências Nutrição, tendo os seus primeiros licenciados finalizado a licenciatura em 2009, seguindo-se a implementação do curso em 2004 na Universidade Atlântica, em 2008/2009 chegou ao Instituto Superior de Ciências da Saúde – Norte, no ano lectivo de 2009/2010 surge o curso na Universidade Fernando Pessoa e Universidade Católica Portuguesa, por último em 2011/2012 entrou para o leque a Universidade Lusófona.
Estes 7 estabelecimentos de ensino são os únicos em Portugal que formam nutricionistas.
Desde o final da década de 70 e até ao final de 2010 Portugal beneficiava de formação de 1250 nutricionistas ao qual estaria atribuído um nutricionista para cada 8510 habitantes.
Em Portugal o Curso de Ciências da Nutrição, leccionado nas 7 instituições mencionadas está homologado pelo Processo de Bolonha, estando conferidos um total de 240 ECTS ao curso.
Conjuntamente, a APN - Associação Portuguesa dos Nutricionistas, as 3 primeiras Instituições referidas e a Associação dos Profissionais de Nutrição e Engenharia Alimentar redigiram um documento de consenso relativo às competências para o 1.º ciclo em Ciências da Nutrição para uma uniformização dos conhecimentos leccionados durante os 4 anos de curso, onde são aplicados princípios derivados da biologia, fisiologia, ciências sociais e comportamentais.

#### Profissão
A apoiar a formação, atualmente em Portugal existe a APN - Associação Portuguesa dos Nutricionistas que tem como objectivo: contribuir para o desenvolvimento das Ciências da Nutrição e Alimentação; promover, valorizar e dignificar a profissão; intensificar a aproximação dos Nutricionistas com outros profissionais; reforçar a diversificação de competências da profissão e garantir a integração dos Nutricionistas na definição das opções de política nutricional e alimentar. Tendo actualmente cerca de 950 sócios e podendo ser membro: licenciados em Ciências da Nutrição por Universidade Portuguesa ou estrangeira desde que, neste último caso, o curso seja reconhecido por Universidade Pública Portuguesa, detentores de outra licenciatura, desde que comprovada pela Direcção da Associação Portuguesa dos Nutricionistas a sua equivalência curricular para o desempenho da profissão de Nutricionista. Esta associação encontra-se sediada no Porto e apresenta um site na Internet de fácil consulta.
Actualmente foi criada a Ordem dos Nutricionistas, ao abrigo da Lei n.º 51/2010 de 14 de Dezembro que abrange os “profissionais licenciados na área de Ciências da Nutrição e ou Dietética que, em conformidade com o respectivo Estatuto e as disposições legais aplicáveis, exercem a profissão de nutricionista ou de dietista”. “É missão da Ordem, regular e supervisionar o acesso à profissão de nutricionista e de dietista e o seu exercício, elaborando as normas técnicas e deontológicas respectivas, velando pelo cumprimento das normas legais e regulamentares da profissão e exercendo o poder disciplinar sobre os seus membros, no quadro de um regime disciplinar autónomo.”

### Atuação

#### Áreas de atendimento

##### Nutrição Esportiva
Nutrição esportiva é uma área específica da nutrição que se ocupa da interação entre a nutrição e o desempenho físico. O objetivo principal do nutricionista esportivo é trabalhar em parceria com os atletas para otimizar o desempenho esportivo.
Um nutricionista esportivo é responsável por avaliar as necessidades nutricionais dos atletas no que diz respeito ao regime alimentar, hidratação, suplementação e respostas metabólicas ao exercício físico. Ele também fornece conselhos e sugestões para ajudar os atletas a manter sua saúde, força e resistência para atingirem os seus objetivos desportivos.
O nutricionista esportivo tem como objetivo encontrar e implementar as melhores práticas de nutrição desportiva possíveis, ajudando os atletas a se prepararem adequadamente para obter o melhor desempenho em suas respectivas áreas. O nutricionista também pode trabalhar em estreita colaboração com os treinadores e profissionais de saúde para fornecer orientação nutricional adequada aos atletas.
Esses profissionais também ajudam os atletas a recuperarem-se de lesões, desempenho inferior e outros problemas de saúde, além de acompanhar os programas de treinamento e oferecer conselhos e sugestões sobre como otimizar o desempenho esportivo.

##### Emagrecimento
O nutricionista especialista em reeducação alimentar para emagrecimento é um profissional que possui as habilidades e competências para auxiliar no tratamento a curto, médio e longo prazo para atingir um bom resultado para aqueles que desejam controlar seu peso. Este profissional deve possuir conhecimentos e habilidades específicas, além de ter a capacidade de realizar uma avaliação nutricional eficaz e personalizada, opinar sobre o quadro nutricional do paciente, diagnosticar seus hábitos alimentares e, por fim, desenvolver um plano de reeducação alimentar adequado às necessidades e características individuais.
O nutricionista que atua nessa área deverá ajudar a reeducar o paciente quanto ao seu hábito alimentar, além de propor uma dieta adequada, considerando as características do paciente como, por exemplo, seu estilo de vida e sua rotina. Esse profissional deve também auxiliar no acompanhamento do paciente para assegurar que suas metas sejam alcançadas com segurança, além de orientar e motivar o paciente a ter uma rotina saudável.
O nutricionista especializado em emagrecimento pode e deve propor métodos de emagrecimento saudáveis e seguros, considerando as necessidades do paciente, os hábitos alimentares de cada um e outros fatores, a fim de garantir que os resultados sejam alcançados sem comprometer a saúde.

##### Nutrição Funcional
A nutrição funcional é uma área relativamente nova no campo da nutrição, que tem como objetivo o desenvolvimento de estratégias nutricionais para prevenir ou tratar doenças e sintomas. O nutricionista funcional possui conhecimento específico sobre a interação do organismo com a alimentação e seu impacto na saúde do indivíduo.
O foco da nutrição funcional está nas funções orgânicas, não só no fornecimento de nutrientes através da alimentação. É um campo de estudo que busca avaliar as necessidades nutricionais de uma pessoa e encontrar caminhos que ajudem a controlar ou prevenir doenças e intervir no estado de saúde geral.
O nutricionista funcional atua em áreas como saúde e doenças crônicas, saúde mental, desenvolvimento cognitivo, controle de peso, bem-estar e qualidade de vida. Seu principal método de trabalho é a avaliação de hábitos alimentares e o encorajamento de mudanças na rotina alimentar do paciente.
Um nutricionista funcional pode auxiliar seu paciente a criar um plano alimentar personalizado, que seja nutritivo e equilibrado. O profissional também pode orientar sobre a incorporação de suplementos à dieta, de acordo com as necessidades específicas de cada indivíduo.
Além disso, o nutricionista funcional também pode oferecer orientação sobre a importância do exercício físico regular para a manutenção da saúde e bem-estar geral. O profissional de nutrição também pode oferecer apoio, aconselhamento e orientação para ajudar os pacientes a adquirirem hábitos alimentares saudáveis e práticas que promovam a saúde geral.
Nutrição Clínica
Compete ao nutricionista que realize o seu trabalho na área da Nutrição Clínica, avaliar o estado nutricional do paciente, realizar a anamnese alimentar, elaborar um diagnóstico nutricional com base nos dados clínicos, bioquímicos, antropométricos e alimentares; prescrever, planear, analisar, supervisionar e avaliar as terapêuticas nutricionais; prescrição de nutrição artificial Entérica/Parentérica assim como alimentos básicos adaptados; formação de outros profissionais de saúde na área das ciências da Nutrição.
Nutrição Comunitária/Saúde Pública
Avaliar o estado nutricional de uma população; avaliar e estudar os hábitos alimentares e nutricionais de uma determinada população; elaborar recomendações alimentares vocacionado para uma determinada população permitindo assim o desenho de programas de alimentação e nutrição; actuar no âmbito da educação alimentar e nutricional, elaborando, planificando, executando e avaliando acções; planear acções específicas para um grupo populacional de risco nutricional identificando também este mesmo; elaborar procedimentos técnicos relativos a área da alimentação e nutrição; realizar auditorias de segurança alimentar e nutricional; planear ações específicas através da participação na execução e análise de inquirições e estudos epidemiológicos num grau nacional, local ou regional; promover intercâmbio técnico-científico; guiar programas e projetos de educação alimentar e nutricional para as diferentes faixas etárias que compõem a comunidade; desenvolver, planear e implementar políticas alimentares e nutricionais aplicáveis a toda a população; por fim criação de material didáctico visando o seu uso em programas de alimentação e nutrição.
Alimentação Coletiva e Hotelaria
Gerir (planear, organizar, monitorizar e avaliar), unidades de alimentação colectiva, restauração pública e hotelaria; concepção de código de boas práticas; aplicação de metodologias de segurança alimentar tendo como base os princípios HACCP; efectuar e empregar procedimentos e normas no que respeita à gestão e qualidade alimentar, durante as diferentes fase de recepção, armazenamento e preparação dos géneros alimentícios, confecção e distribuição de refeições; gerir processos de qualidade, segurança alimentar, responsabilidade social, sustentabilidade ambiental, saúde e segurança no trabalho com base no que a organização define como responsabilidade; desenvolver os planos de formação profissional e avaliação da sua eficácia assim como a definição das competências dos colaboradores; elaborar e/ou validar os planos de ementas inclusive para grupos específicos da população; garantir a satisfação e os requisitos legais e normativos de acordo com os consumidores, clientes, colaboradores, entidades oficiais, fornecedores e outros parceiros elaborar pareceres técnicos assim como trabalhos; executar o controlo dos géneros alimentícios transformados, produzidos, importados ou embalados.
Tecnologia Alimentar/Ciência dos Alimentos
O nutricionista visa neste âmbito prestar apoio técnico e assessoria, funcionando como elo entre a investigação científica e o inovar na elaboração/produção de novos produtos assim como no marketing social ligado á alimentação; redigir informação técnico-científica de produtos; no espaço da rotulagem nutricional dos produtos, colaborar contribuindo para o seu desenvolvimento; estruturar a informação relativa a nutrição que apoia a promoção do produto no mercado; servir de elo entre a empresa e os profissionais de saúde sendo o seu elo; na área do marketing estabelecer relações interactivas com o consumidor; executar o controlo dos géneros alimentícios transformados, produzidos, importados ou embalados; coordenar equipas de fiscalização alimentar, de avaliação e controlo de sistemas HACCP, bem como emissão de pareceres relativos à segurança alimentar, apreciação do código de boas práticas de higiene.:
Ensino/Formação/Investigação Científica
Praticar docência nos cursos de ciências da Nutrição e/ou em disciplinas, no âmbito das suas competências noutros cursos; realizar formação em cursos de formação profissional em disciplinas que abranjam as suas competências; investigar na área das ciências da nutrição aplicada ao benefício e melhoria de conhecimento.

#### Locais
Em Portugal, o nutricionista actua no seguintes locais:
| - Hospitais Públicos e Privados - Centros de Saúde - Clínicas Médicas, consultórios - Empresas de Restauração Colectiva - Restaurantes - Escolas Públicas e Privadas - Autarquias - Hotéis; SPAs; Centros de Estética - Ginásios; Health Clubs; Clubes de modalidades desportivas | - Instituições Particulares de Solidariedade Social - Lares de Idosos e Centros de Dia - Centros de Investigação Científica Públicos e Privados - Centros de Formação - Organismos Governamentais - Organismos não-governamentais - Universidades e Politécnicos Públicos e Privados - Indústria Alimentar - Serviços de apoio ao consumidor |

## Outros países
O termo em inglês correspondente a Nutricionista (nutritionist) permite diferentes interpretações com relação à profissão que representa. Em diferentes países, o título de Nutricionista pode ser utilizado por pessoas com diferentes níveis de educação formal, que freqüentaram cursos com diferentes conteúdos e de duração diferentes (de poucos dias a alguns anos). Muitos desses auto-denominados "nutricionistas" aparecem freqüentemente na mídia, fazem afirmações e recomendam dietas duvidosas e questionáveis do ponto de vista do conhecimento científico.

### Canadá
O título de Nutricionista é legalmente protegido em algumas regiões do Canadá, mas não em outras.

### Reino Unido
Qualquer um pode se intitular Nutricionista, sem que haja exigência de nenhuma qualificação formal. Existem, nesse país, várias organizações e sociedades que promovem terapias alternativas, por exemplo, e cada uma delas tem critérios próprios para definir e certificar esse profissional. No Reino Unido, existe a profissão de Dietista, que requere qualificação formal, e é equivalente à profissão de Nutricionista.

### Estados Unidos
O uso do título de Nutricionista é legalmente protegido apenas em alguns estados norteamericanos. Nesse país, existe também o título de Dietista (Dietitian). Para o exercício dessas profissões, alguns estados americanos requerem licença (somente as pessoas licenciadas podem trabalhar como dietistas e nutricionistas), outros requerem certificação (quem não possui a certificação pode trabalhar atuando e desenvolvendo atividades do dietista ou nutricionista, mas sem usar os títulos) e um estado requer apenas registro profissional (mas pessoas não registradas podem trabalhar como dietista ou nutricionista). As exigências para a obtenção da licença, certificação ou registro variam por Estado. A Associação Americana de Dietética concede o título de R.D. - Registered Dietitian - aos que, após completarem o bacharelado e um programa mínimo em Dietética em faculdade ou universidade reconhecida, cumprirem um programa de trabalho prático supervisionado e forem aprovados em um exame de registro para Dietistas.

### América do Sul
O Mercado Comum do Sul (Mercosul) vai priorizar a discussão sobre a profissão de nutricionista no bloco no que diz respeito a registro, formação profissional e trânsito dos nutricionistas nos países-membros. A medida foi sugerida pela Associação Uruguaia de Dietistas e Nutricionistas (AUDYN). De acordo com a Associação, as discussões sobre a profissão já estavam avançadas dentro do Comitê de Nutricionistas no Mercosul (Conumer), que se reúne desde 1996 e é composto por instituições representativas da área. O Brasil é representado no Conumer pelo Conselho Federal de Nutricionistas (CFN).

## Na mídia
Embora o Brasil conte com muitos profissionais nutricionistas legalmente habilitados e bastante competentes, a veiculação, por canais de televisão, de determinados programas produzidos no Brasil e em outros países acaba por tornar populares pessoas que se denominam nutricionistas e que, muitas vezes, dão orientações dietéticas que muitas vezes não têm nenhuma base nos conhecimentos científicos atuais.
Um exemplo é a britânica Gillian McKeith. Formada em Línguística pela University of Edinburgh, tem especialização em Relações Internacionais pela University of Pennsylvania, um título de mestre e um PhD em cursos à distância - não reconhecidos - do American Holistic College of Nutrition, hoje Clayton College of Natural Health, de Birmingham, Alabama. Conhecida por sua série de TV denominada "You are what you eat" - Você é o que você come - essa auto-intitulada "especialista em Nutrição" tem atraído uma série de críticas em seu país. Em seus livros e programas, é comum que ela recomende "dietas de desintoxicação", "irrigação do cólon do intestino" e que examine a língua de seus pacientes - procedimentos sem qualquer suporte científico. Em seus programas, age de forma antiética ao lidar com os pacientes, apelando para a humilhação e para comentários agressivos, chocantes e desrespeitosos sobre sua aparência e seus hábitos alimentares.